# Bridelia exaltata
Bridelia exaltata är en emblikaväxtart som beskrevs av Ferdinand von Mueller. Bridelia exaltata ingår i släktet Bridelia och familjen emblikaväxter. Inga underarter finns listade i Catalogue of Life.

## Bildgalleri

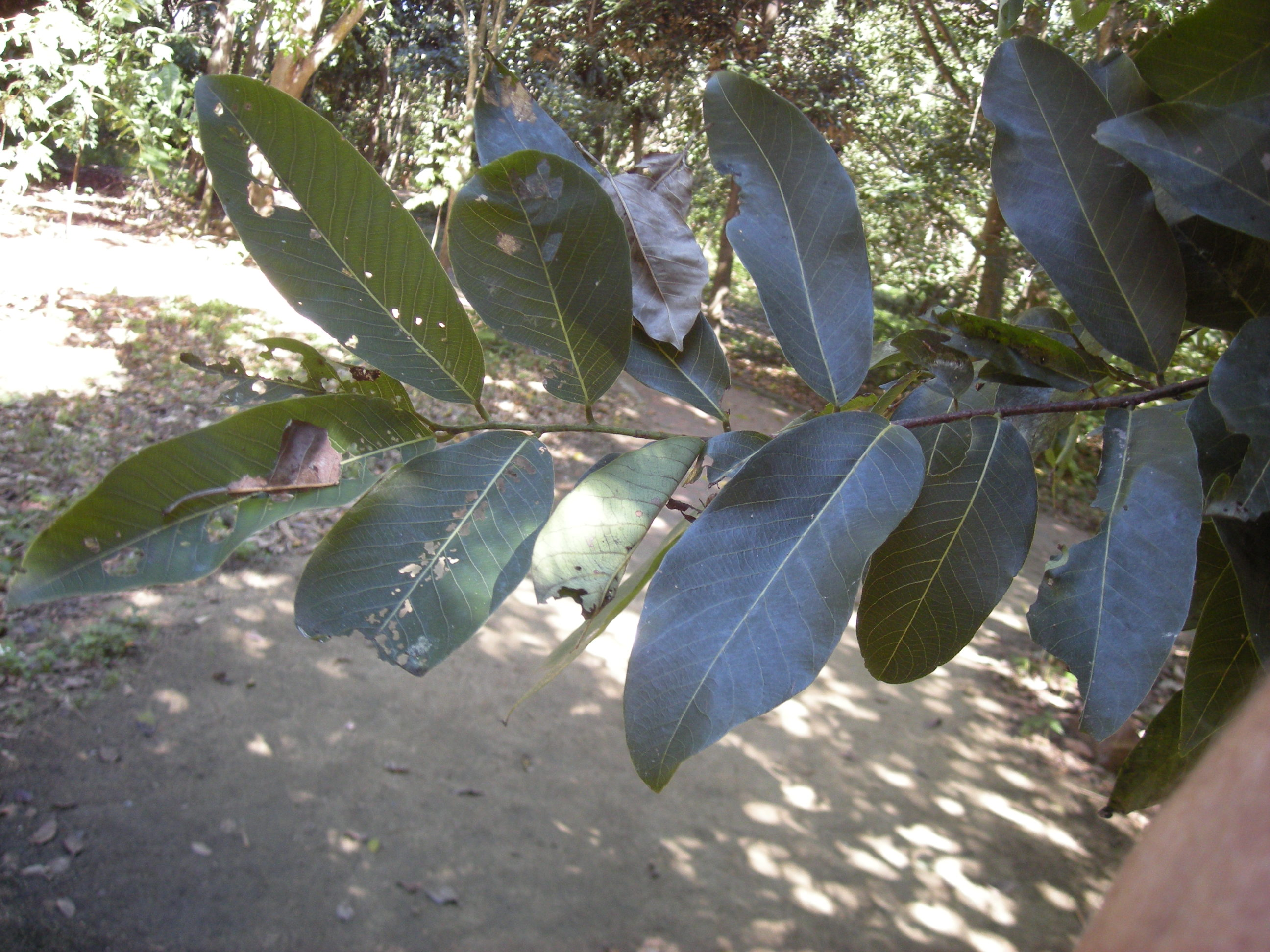